# Nephrolepis averyi
Nephrolepis averyi är en spjutbräkenväxtart som beskrevs av Richard S. Nauman. Nephrolepis averyi ingår i släktet Nephrolepis och familjen Nephrolepidaceae. Inga underarter finns listade.